# 산토리푸즈
산토리푸즈 주식회사(일본어: サントリーフーズ株式会社, 영어: Suntoryfoods Limited)는 도쿄도 미나토구 오다이바 2번가에 본사를 둔 일본의 식품 회사이다. 산토리 그룹의 청량 음료의 판매 부문을 총괄하고 있다. 1972년 2월 17일 설립되었다. 브랜드 이름은 모회사와 같은 "SUNTORY (산토리)"이다.
2011년 1월 1일부터는 산토리 홀딩스 산하의 음료 및 식품 사업 총괄 회사 "산토리 식품 인터내셔널"(구 산토리 식품)의 자회사이다.
수많은 히트 상품을 가지고 있으며, 일본내 점유율은 일본 코카콜라 그룹의 뒤를 잇고 있다. 1997년에 펩시와 제휴를 하여, 펩시 콜라, 세븐 업 등 회사의 상품 4개를 산토리에서 판매하고 있다.
그 밖에도 태국과 베트남에서는 이 회사의 모기업인 산토리와 미국의 거물급 청량 음료 전문 제조 전담 기업인 펩시코와 합작한 산토리-펩시코 베트남 법인, 태국 법인 등이 따로 세워져 있는 것으로 드러나고 있다.

## 주요 제품

### 커피
- 보스 (BOSS) - 캔 커피 브랜드.

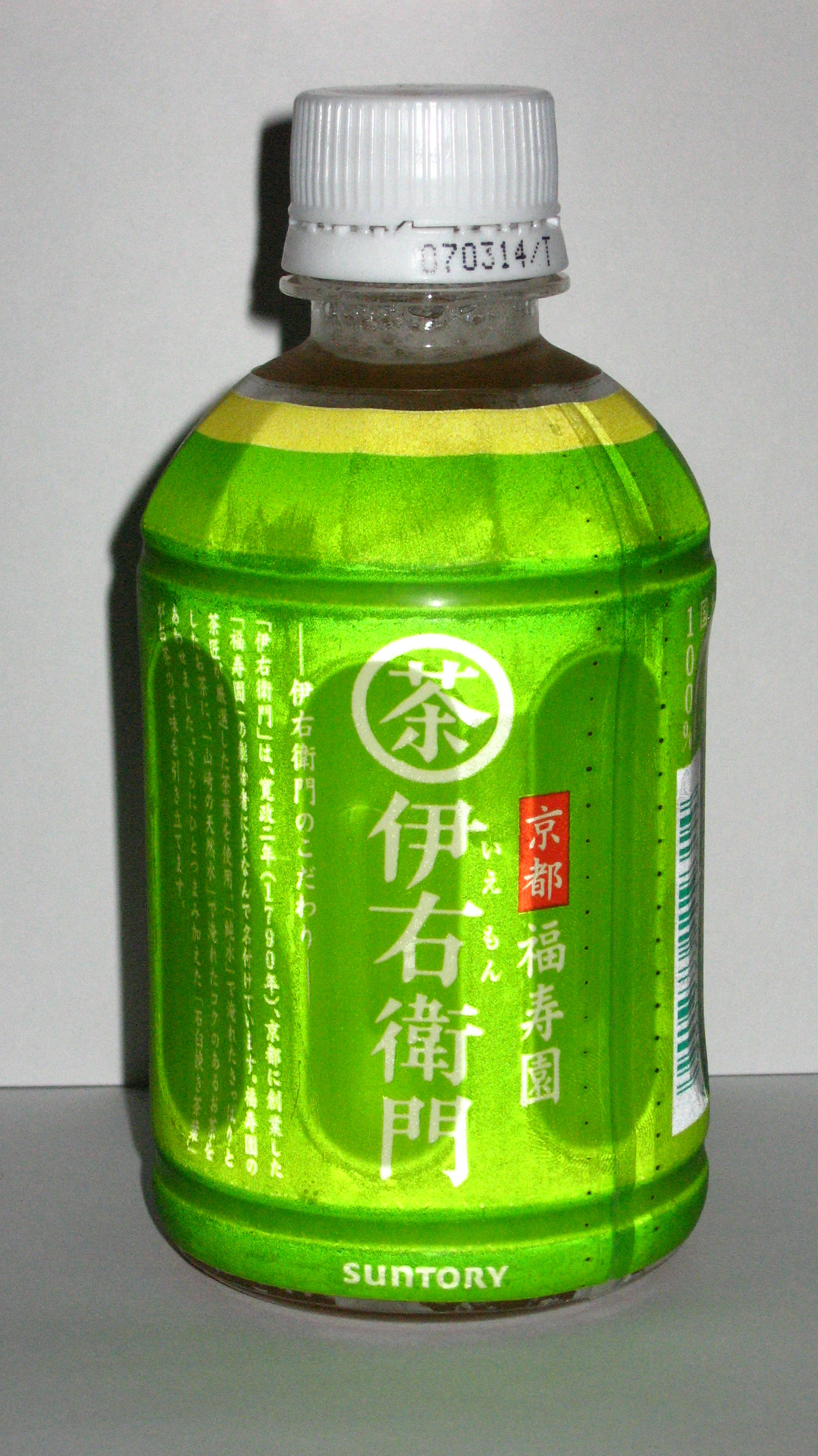
산토리 이에몽

### 차 음료
- 산토리 우롱 차
- 이에몽(伊右衛門) - 녹차 음료
- 훌라밴 차 - 폴리페놀이 함유된 녹차 음료
- 더 유럽 자스민 - 자스민 차

### 탄산 음료
- 펩시 넥스 - 펩시 콜라

일본에서는 1998년부터 산토리사에 의해 수입되어 발매되고 있다. 2006년 자체 개발하여, 출시한 '펩시 넥스'는 2007년 리뉴얼에 의해 히트, 점유율 확대에 성공했다.
- CC 레몬 - 1994년에 발매. 일종의 레몬 스쿼시에서 비타민 C 진입을 강조. 후에 포도 맛도 출시됐으며, 2009년 8월에 칼로리 제로 디자인의 "CC 레몬제로"이 추가 등장했다.
- 세븐 업
- 데카 비타 C - 탄산이 함유된 영양 음료. 일본의 오츠카 제약의 오로나민C'와 유사 상품으로 병이 한층 더 크다. 1992년에 등장.
- 산토리 팝
- 오랑지나

### 과즙 청량 음료
- 낫짱(なっちゃん) - 과즙 음료.
- Gokuri - 캔 (소형 캔, 병 캔) 한정의 과일 음료.
- 니치레이 아세롤라 음료 - 아세롤라 과즙을 사용한 과즙 음료.

### 기능성 음료
- 라이프 파트너 DAKARA - 각종 비타민, 미네랄을 포함한 기능성 음료.
- GREEN DAKARA - DAKARA의 파생 상품. 2012년 5월 발매.
- 게토레이 - 2004년, 유키지루시 유업에서 판매권 인수.
- 프로테인 워터 - 2009년 3월 발매.
- 콜라겐 워터 - 2010년 8월 발매.
- 루코제이드 - 2013년 9월 글락소스미스클라인에서 13억 5천만 파운드에 인수.

### 홍차 음료
- 립톤 - 2000년부터 유니레버·재팬과 제휴해, 판매하고 있다.

### 생수
- 산토리 천연수·남 알프스
- 산토리 천연수·아소
- Vittel (비텔)
- Contrex (콘트렉스)
- perrier (페리에)
- S.PELLEGRINO (산 펠레그리노)
- ACQUA PANNA (아쿠아 판나)

## 같이 보기
- 산토리